# Diāna Skrastiņa
Diāna Skrastiņa (Riga, 19 marzo 1972) è un'ex cestista e allenatrice di pallacanestro lettone.

## Carriera
Dal 2003 al 2007 gioca nella Pallacanestro Ribera, Con la quale si aggiudica la Coppa Italia di Basket Femminile, nella Final Six 2006 di Schio, battendo in finale Faenza 75-72.
Dal 2010 passa al San Matteo Messina. A fine stagione, è invitata come allenatrice della formazione "A Messina-Calabria" dell'All-Star Game di Serie B.
Smette di giocare in coincidenza con l'ammissione in Serie B nazionale delle messinesi, per il suo status di straniera, ma rimane come assistente di Gabriele Ribaudo alla guida della prima squadra.
Nel 2013-14 è assistente di Cristiano Gaspari sulla panchina dell'Ancona Basket, in Serie A2.

## Palmarès
- Coppa Italia: 1
Banco di Sicilia Ribera: 2006